# Keita Dohi

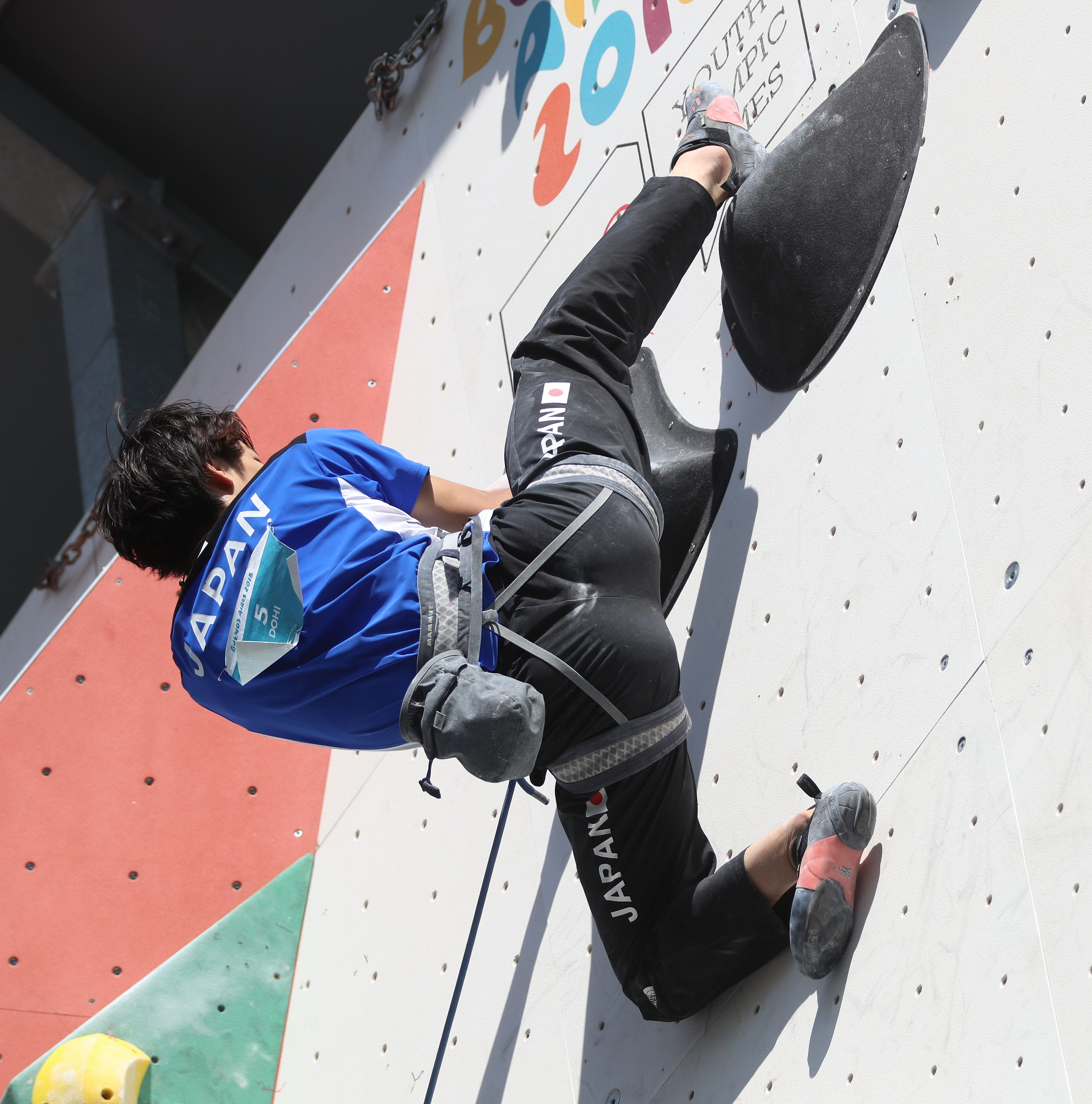
Keita Dohi, letních olympijských her mládeže, 2018

Keita Dohi (japonsky 土肥 圭太; * 17. října 2000 Hiracuka) je japonský reprezentant ve sportovním lezení, první vítěz letních olympijských her mládeže, juniorský mistr světa a Asie.

## Výkony a ocenění
- 2015: juniorský vicemistr světa
- 2016: juniorský mistr světa
- 2017: juniorský vicemistr světa, juniorský mistr Asie
- 2018: vítěz letních olympijských her mládeže

### Závodní výsledky
| Světový pohár | Světový pohár        |
| Rok           | 2018                 |
| ------------- | -------------------- |
| Obtížnost     | x                    |
| jednotlivě*   | ,17,70,              |
|               |                      |
| Rychlost      | x                    |
| jednotlivě*   | ,43,48,39,57,        |
|               |                      |
| Bouldering    | 43                   |
| jednotlivě*   | 27,21,39,25,45,41,35 |
|               |                      |
| Kombinace     | x                    |

* poznámka: nalevo jsou poslední závody v roce
| Letní olympijské hry mládeže | Letní olympijské hry mládeže |
| Rok                          | 2018                         |
| ---------------------------- | ---------------------------- |
| Kombinace                    | 1                            |

| Mistrovství světa juniorů | Mistrovství světa juniorů | Mistrovství světa juniorů | Mistrovství světa juniorů |
| Rok                       | 2015 kat B                | 2016 kat A                | 2017 kat A                |
| ------------------------- | ------------------------- | ------------------------- | ------------------------- |
| Bouldering                | 2                         | 1                         | 2                         |

| Mistrovství Asie juniorů | Mistrovství Asie juniorů | Mistrovství Asie juniorů |
| Rok                      | 2015 kat B               | 2017 kat A               |
| ------------------------ | ------------------------ | ------------------------ |
| Bouldering               | 3                        | 1                        |